# U 976
U 976 war ein deutsches U-Boot vom Typ VII C, ein sogenanntes „Atlantikboot“.  Es wurde durch die deutsche Kriegsmarine während des U-Boot-Krieges im Zweiten Weltkrieg im Nordatlantik und in der Biskaya eingesetzt.

## Technische Daten
Ein VII-C-Boot hat eine Länge von 66,5 m und verdrängt 760 t Wasser. Es machte über Wasser, angetrieben durch die beiden 3000 PS starken Dieselmotoren, bis zu 17  kn  Fahrt und hatte eine maximale Reichweite von 9500 Seemeilen. Unter Wasser erbrachten zwei Elektromotoren eine Geschwindigkeit von 7,6 kn. Die Bewaffnung bestand bis 1944 aus einer 8,8-cm-Kanone und einer 2,0-cm-Flak an Deck sowie vier Bugtorpedorohren und einem Hecktorpedorohr.

## Einsatz und Geschichte
Vom 5. Mai bis zum 31. Oktober 1943 war U 976 als Ausbildungsboot der 5. U-Flottille zugeteilt und in Kiel stationiert. Ab dem 1. November gehörte das Boot als Frontboot der 7. U-Flottille an. Bei dieser Flottille verblieb U 976 bis zu seiner Versenkung.

### Verlust des Bootes
U 976 durchquerte unter dem Schutz zweier Geleitschiffe die Biskaya mit Kurs auf den U-Bootstützpunkt Saint-Nazaire, als es von patrouillierenden britischen Luftstreitkräften entdeckt wurde. Es handelte sich um mehrere Mosquitos, die das kleine Geleit mit Maschinengewehrfeuer angriffen. Zwei der Mosquitos waren  mit 57-mm Kanonen ausgestattet, sogenannten Tsetse-guns, die speziell für den Kampf gegen U-Boote zur Erprobung in einige Flugzeuge der 618. RAF-Squadron eingebaut worden waren. Während die beiden speziell ausgerüsteten Mosquitos das U-Boot angriffen, wurden sie durch vier weitere Mosquitos der 248. RAF-Squadron gedeckt. Nachdem sich die Besatzung von U 976 kurze Zeit mit Artillerie verteidigt hatte, fiel die bordeigene Flugabwehrkanone aus. Inzwischen hatte das U-Boot starke Beschädigungen erlitten und durch mehrere Lecks erheblichen Wassereinbruch. Da U 976 infolgedessen abgesackt war, versammelten sich große Teile der Besatzung an Deck. Einige versuchten, hinter dem Turm in Deckung zu gehen. Während U 976 weiterhin mit voller Fahrt auf Saint-Nazaire zuhielt, sackte das Heck ab und 30 Besatzungsmitglieder wurden über Bord gespült. Kurz darauf brachen die britischen Flugzeuge ihren Angriff ab und Kommandant Teisler befahl, das Boot zu verlassen. Bis auf drei Mann, die durch den Beschuss der Mosquitos getötet worden waren, überlebten alle Besatzungsmitglieder von U 976 den Verlust des Bootes. Sie wurden von den Geleitschiffen aufgenommen.